# Островська сільська рада (Юргамиський район)
Островська́ сільська рада (рос. Островской сельский совет) — сільське поселення у складі Юргамиського району Курганської області Росії.
Адміністративний центр — село Губерля.
Населення сільського поселення становить 716 осіб (2017; 793 у 2010, 942 у 2002).

## Склад
До складу сільського поселення входять:
| Населений пункт       | Населення, осіб (2002) | Населення, осіб (2010) |
| --------------------- | ---------------------- | ---------------------- |
| Вохменка, присілок    | 376                    | 328                    |
| Губерля, село         | 288                    | 261                    |
| Ік, присілок          | 75                     | 48                     |
| Краснобор'є, присілок | 55                     | 49                     |
| Лісні Горки, селище   | 71                     | 54                     |
| Острова, присілок     | 77                     | 53                     |